# Schweyen
Schweyen település Franciaországban, Moselle megyében. Lakosainak száma 319 fő (2022. január 1.). Schweyen Breidenbach, Loutzviller, Rolbing és Walschbronn községekkel határos.

## Népesség
A település népessége az elmúlt években az alábbi módon változott:
| Lakosok száma | 313  | 300  | 306  | 316  | 323  | 319  | 315  | 303  | 309  | 319  |
|               | 1968 | 1982 | 1990 | 2006 | 2013 | 2015 | 2017 | 2019 | 2020 | 2022 |